# Diaglyptidea varipes
Diaglyptidea varipes är en stekelart som beskrevs av Jonaitis 1981. Diaglyptidea varipes ingår i släktet Diaglyptidea och familjen brokparasitsteklar. Inga underarter finns listade i Catalogue of Life.